# Leperina procera
Leperina procera là một loài bọ cánh cứng trong họ Trogossitidae. Loài này được Kraatz miêu tả khoa học năm 1858.